# Supercopa dos Países Baixos de 2013
A Supercopa dos Países Baixos 2013 foi a 24ª edição do torneio, disputada em partida única entre o Campeão Neerlandês 2012–13 (Ajax) e o Campeão da Copa dos Países Baixos 2012–13 (AZ Alkmaar).

## Participantes
| Equipe     | Classificação                             |
| ---------- | ----------------------------------------- |
| Ajax       | Campeão Eredivisie de 2012–13             |
| AZ Alkmaar | Campeão Copa dos Países Baixos de 2012–13 |

## Partida
| 27 de julho de 2013 | AZ Alkmaar                       | 2 – 3 (pro) | Ajax                                           | Amsterdam Arena, Amsterdam                    |
|                     | Guðmundsson 51' · Jóhannsson 67' |             | Gouweleeuw 69' · Sigþórsson 75' · De Jong 103' | Público: 48 000 Árbitro: NED Richard Liesveld |

| AZ | Ajax |

| AZ ALKMAAR:     |    |                         |  |     |
|                 |    |                         |  |     |
| G               | 1  | Esteban Alvarado        |  |     |
| LD              | 2  | Mattias Johansson       |  |     |
| Z               | 24 | Jeffrey Gouweleeuw      |  |     |
| Z               | 29 | Jan Wuytens             |  |     |
| LE              | 4  | Nick Viergever          |  |     |
| V               | 8  | Nemanja Gudelj          |  |     |
| M               | 19 | Markus Henriksen        |  |     |
| M               | 12 | Viktor Elm              |  | 81' |
| A               | 23 | Roy Beerens             |  | 84' |
| A               | 20 | Aron Jóhannsson         |  |     |
| A               | 7  | Jóhann Berg Guðmundsson |  | 98' |
| Substituições:  |    |                         |  |     |
| M               | 10 | Willie Overtoom         |  | 81' |
| A               | 40 | Fernando Lewis          |  | 84' |
| M               | 11 | Maarten Martens         |  | 98' |
| Treinador:      |    |                         |  |     |
| Gertjan Verbeek |    |                         |  |     |

| AJAX:          |    |                     |  |       |
|                |    |                     |  |       |
| G              | 1  | Kenneth Vermeer     |  |       |
| LD             | 2  | Ricardo van Rhijn   |  | 90+1' |
| Z              | 3  | Toby Alderweireld   |  |       |
| Z              | 4  | Niklas Moisander    |  |       |
| LE             | 17 | Daley Blind         |  | 106'  |
| M              | 8  | Christian Eriksen   |  |       |
| M              | 10 | Siem de Jong        |  |       |
| M              | 20 | Lasse Schöne        |  |       |
| A              | 11 | Bojan               |  | 64'   |
| A              | 9  | Kolbeinn Sigþórsson |  |       |
| A              | 7  | Viktor Fischer      |  |       |
| Substituições: |    |                     |  |       |
| A              | 16 | Lucas Andersen      |  | 64'   |
| LD             | 12 | Joël Veltman        |  | 90+1' |
| LE             | 15 | Nicolai Boilesen    |  | 106'  |
| Treinador:     |    |                     |  |       |
| Frank de Boer  |    |                     |  |       |

## Campeão
| Campeão da Supercopa dos Países Baixos de 2013 |
| ---------------------------------------------- |
| AJAX 8° titulo                                 |